# Obscestvo skeptikov
Obscestvo skeptikov (Russisch: Общество скептиков, Óbščestvo skeptikov "Skeptische Vereniging"; officiële Engelse naam: Skeptic Society) is een Russischtalige skeptische vereniging. Zij stelt zich ten doel om kritisch denken te verspreiden, wetenschap te populariseren, het algemene publiek voor te lichten en onderrichten over irrationele opvattingen en een platform voor wetenschaps- en skepticismecommunicatie te creëren.

## Geschiedenis

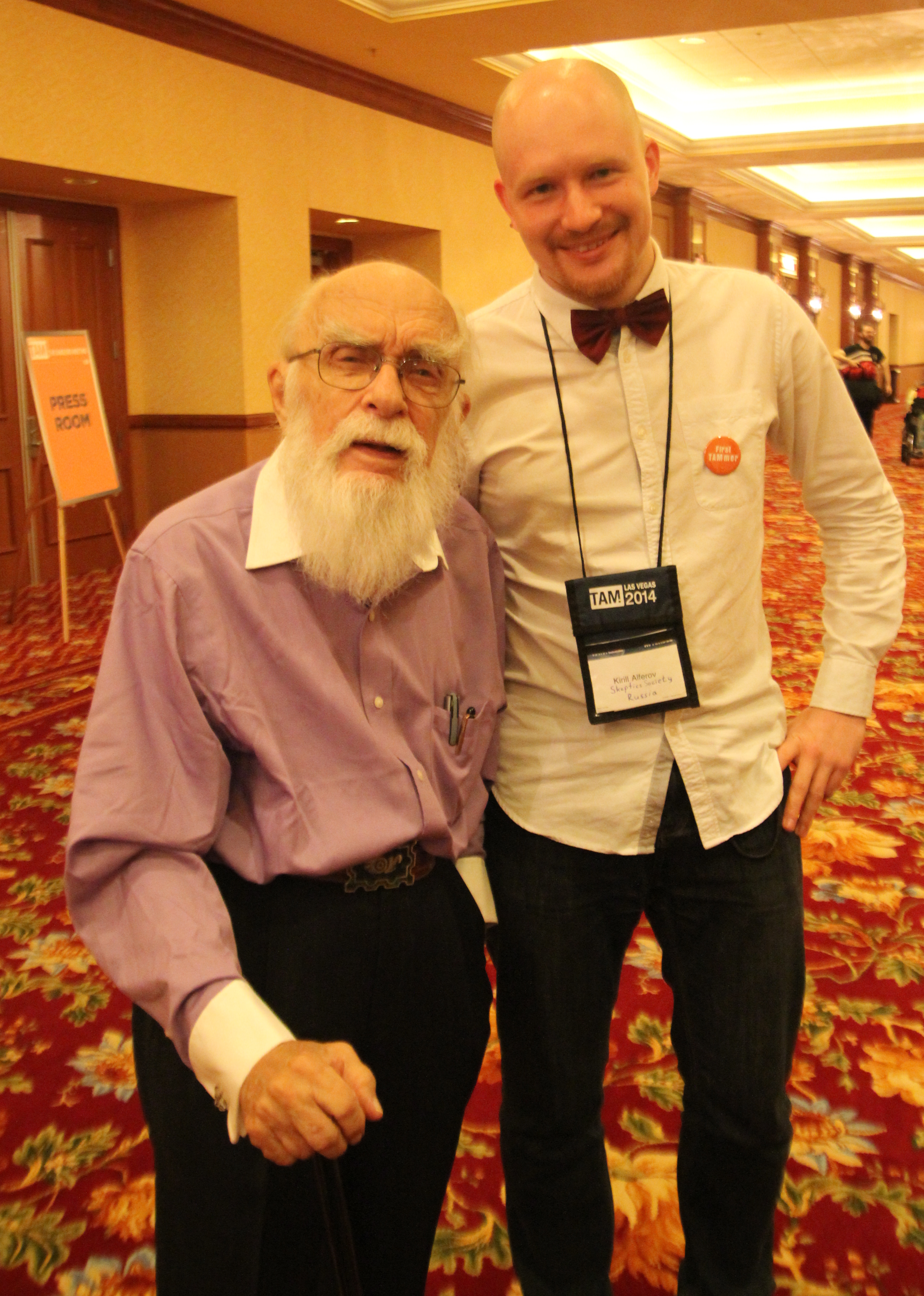
James Randi en Kirill Alferov bij The Amaz!ng Meeting 2014

De vereniging werd opgericht op 31 maart 2013, toen Kirill Alferov de eerste bijeenkomst van de vereniging in Moskou organiseerde. Sindsdien komt de vereniging iedere tweede donderdag van de maand samen. Vanaf 2014 zijn er ook lokale afdelingen van Obscestvo skeptikov opgericht en zijn er regelmatig bijeenkomsten gehouden in Sint-Petersburg, Jekaterinenburg, Voronezj, Oefa, Samara, Almaty, Pavlodar, Charkov en Kazan.
Op 25 oktober 2014 hield Obscestvo skeptikov haar eerste conferentie, Skepticon (Скептикон), in Moskou. Ongeveer 250 mensen waren daarbij aanwezig. Op 26–27 november 2016 werd de derde Skepticon gehouden die door 350 mensen werd bijgewoond.

## Activiteiten
De meeste activiteiten en projecten van de vereniging zijn online beschikbaar. Ondanks het feit dat er een heleboel skepticisme-gerelateerd materiaal beschikbaar is in het Engels, heeft de vereniging besloten om haar activiteiten niet te beperken tot het slechts vertalen van deze informatie en begon daarom de productie van haar eigen podcast, Skeptik (Russisch: Скептик, "Skepticus"). De podcast ging zich richten op skeptische onderwerpen die relevant waren voor de Russische samenleving. De podcast Skeptik werd iedere vrijdag van 2013 tot januari 2015 geproduceerd. Momenteel heeft de podcast geen regulier productieschema. De podcast Delfinarij (Russisch: Дельфинарий, "Dolfinarium"), het videoprogramma Kriticheskij vzgljad (Russisch: Критический взгляд, "Kritische blik") en korte YouTube-clips worden allen gemaakt onder de vleugels van Obscestvo skeptikov. De vereniging biedt aan om lezingen te geven bij verscheidene onderwijsinstellingen. Zij zet ook experimenten op om beweringen van bovennatuurlijke en paranormale vermogens te testen.